# سنت (موسیقی)

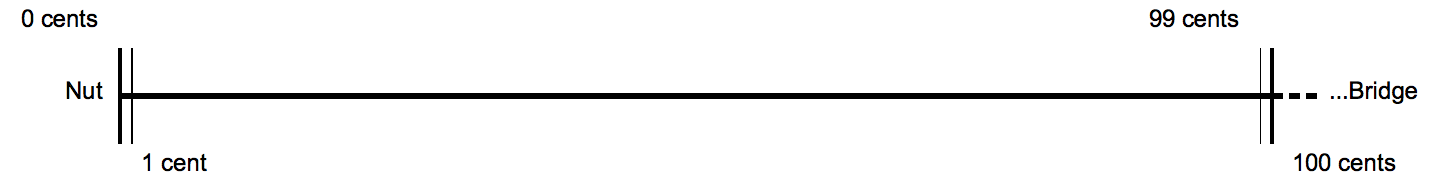
مقایسه یک سنت با نیم‌پرده در مونوکورد.

سنت (انگلیسی: cent) واحدی لگاریتمی است که برای اندازه‌گیری فواصل موسیقایی استفاده می‌شود. اعتدال مساوی دوازده‌نتی، هر اکتاو را به ۱۲ نیم‌پرده تقسیم می‌کند که هرکدام از آن‌ها ۱۰۰ سنت طول دارند. معمولاً از سنت برای نشان دادن فواصل کوچک یا برای مقایسهٔ اندازه فاصله‌ها در سیستم‌های متفاوت کوک‌بندی استفاده می‌شود. در واقع، فاصله یک سنت، آنقدر کم است که نمی‌توان آن را میان نت‌های متوالی شنید.
الکساندر جی. الیس این اندازه‌گیری را براساس صوت‌شناسی لگاریتمیِ سیستم نیم‌پرده اعشاری گاسپار د پرونی که در دههٔ ۱۸۳۰ میلادی توسعه داد، بنا کرد. الیس، سازهای مختلفی را از سراسر جهان بررسی کرد و با استفاده گسترده از سنت، به مقایسه مقیاس‌های به‌کار رفته در آن‌ها پرداخت و آن‌ها را اعلام کرد. پس از آن، این سیستم اندازه‌گیری را در ویرایش‌اش از کتاب هرمان فون هلمهولتز با نام در احساس نوا در ۱۸۷۵ اعمال کرد. این سیستم، بعدها به روش استاندارد عرضه و مقایسه گام‌های موسیقی و فواصل آن، مبدل شد.

## محاسبه
هر نیم‌پرده برابر با ۱۰۰ سنت در نظر گرفته می‌شود. از آن‌جا که هر اکتاو در گام دیاتونیک برابر با ۱۲ نیم‌پرده است، پس هر اکتاو برابر ۱۲۰۰ سنت خواهد بود. اندازه‌گیری بسامد صداها نشان می‌دهد که با هر اکتاو بالاتر رفتن صدا، بسامد آن دو برابر می‌شود. بنا بر این با هر سنت بالاتر رفتن یک نت، بسامد صدایش به نسبت {\displaystyle 2^{\frac {1}{1200}}={\sqrt[{1200}]{2}}} (ریشهٔ هزار و دویستم عدد دو) زیرتر می‌شود؛ این نسبت برای بالا رفتن به اندازهٔ یک سنت تقریباً برابر است با ۱٫۰۰۰۵۷۷۷۸۹۵ است.

### تقریب
از آنجا که در نظام کوک خالص از فواصلی با کسرهای عددی ساده برای کوک کردن استفاده می‌شد، نیازی به محاسبهٔ مفهومی مثل سنت وجود نداشت. بعد از رنسانس، وقتی که اعتدال مساوی تبدیل به روش رایج کوک کردن سازها شد، نیاز به تقریب دقیقی از اندازهٔ یک سنت به وجود آمد چرا که دیگر کوک سازها از نسبت‌های سادهٔ عددی پیروی نمی‌کرد.
در اعتدال مساوی، اندازهٔ هر نیم‌پرده برابر با ۱۰۰ سنت است. روش‌های مختلفی برای تخمین آن با کمک نسبت‌های سادهٔ اعداد طبیعی یا معادله‌های سادهٔ اعداد گنگ ارائه شده‌است از جمله:
{\displaystyle 18/17\approx 99.0{\text{ cents,}}}
که توسط وینچنزو گالیله که سازندهٔ ساز در دوران رنسانس بود مطرح شد، و
{\displaystyle {\sqrt[{4}]{\frac {2}{3-{\sqrt {2}}}}}\approx 100.4{\text{ cents,}}}
که توسط مارین مرسن ریاضی‌دان و نظریه‌پرداز فرانسوی مطرح شد، و
{\displaystyle (139/138)^{8}\approx 99.9995{\text{ cents,}}}
که توسط خولیان کاریو موسیقی‌دان مکزیکی در یک کوک شانزده‌پرده‌ای استفاده می‌شد.

## احساس
تفاوت یک سنت در صدای دو نت از حداقل قابل تشخیص برای انسان کمتر است. مطابق یک تحقیق، حداقل فاصله‌ای که انسان می‌تواند تشخیص بدهد بین ۵ تا ۶ سنت است. همچنین رنگ صدا هم بر توانایی تشخیص فاصله‌های تأثیر می‌گذارد. در یک تحقیق، از هنرآموزان موسیقی خواسته شد که ناکوک بودن قطعه‌های موسیقی را (به اندازهٔ ۱۲ سنت یا بیشتر) تشخیص بدهند؛ محققان نشان دادند که تغییر در کیفیت صدا قدرت تشخیص ناکوک بودن موسیقی توسط این هنرآموزان را تحت تأثیر می‌دهد.
از سوی دیگر تحقیقات نشان داده که وقتی خواننده‌ها ویبراتو اجرا می‌کنند (یعنی زیرایی صدایشان را مانند چهچه زدن بالا و پایین می‌برند)، انسان‌هایی که به آن گوش می‌کنند معمولاً می‌توانند میانگین این زیرایی را به عنوان حد وسط ویبراتو تشخیص بدهند.